# استودان‌های خوزی
استودان‌های خوزی مربوط به دوره ساسانیان است و در شهرستان مهر شهر خوزی، داخل شهر واقع شده و این اثر در تاریخ ۱۰ دی ۱۳۸۱ با شمارهٔ ثبت ۶۷۷۱ به‌عنوان یکی از آثار ملی ایران به ثبت رسیده است.